# اچ‌ام‌اس توباگو (کی۵۸۵)
اچ‌ام‌اس توباگو (کی۵۸۵) (به انگلیسی: HMS Tobago (K585)) یک کشتی بود که طول آن ۳۰۳ فوت ۱۱ اینچ (۹۲٫۶۳ متر) بود. این کشتی در سال ۱۹۴۳ ساخته شد.